# 왕허디
왕허디(중국어 간체자: 王鹤棣, 병음: Wang He Di, 1998년 12월 20일)는 중화인민공화국 배우이자 가수이다. 2018년 드라마 〈유성화원〉에서 다오밍쓰 역으로 데뷔했으며, 2022년 〈창란결〉에서 동방청강 역을 맡아 큰 인기를 얻었다.

## 성장 과정
왕허디는 중국 쓰촨성 러산에서 태어났다. 그의 부모는 쓰촨성 롱장정제약(长征药业)에서 근무했으며, 그는 회사 직원들을 위한 커뮤니티에서 성장했다. 이후 그의 가족은 튀김 꼬치 가게를 운영하였다. 어릴 때부터 농구에 대한 열정이 컸으며, 르브론 제임스를 우상으로 삼았다. 14세에 청두로 이주하여 직업 학교에 다녔고, 이후 쓰촨 남서 민간 항공 직업 대학을 졸업했다. 대학 시절 그는 학교 승무원 프로그램의 홍보 모델로 활동하였다. 2016년, 그는 첫 번째 쓰촨 캠퍼스 셀러브리티 갈라에서 우승하며 처음으로 주목받기 시작했다.

## 경력
왕허디는 2017년, 허중이 진행하는 재능 경연 프로그램인 <초차원우상>에서 우승하면서 경력을 시작했다. 이 리얼리티 경연 프로그램은 그에게 인지도를 높이고 엔터테인먼트 산업에 진입하는 데 도움이 되었다. 그의 큰 전환점은 2018년에 있었고, 그 해 방영된〈유성화원〉의 리메이크에서 다오밍쓰 역할로 출연하며 배우로서 주목받기 시작했다. 같은 해, 왕허디는 예능 프로그램 <친애적객잔>에 출연하였고, 여러 연예인 농구 대회에도 참가하였다.
2019년에는 드라마 <전화중적청춘>와 <장야> 시즌 2에 캐스팅되었다. 그는 2020년 방영된 문화 예능 프로그램 <이화원에서 너를 기다린다>와 연예인 예능 프로그램 <원기만만적거거>에도 출연하였다. 2021년에는 연상 연하 로맨스 드라마 <이지파생활>와 판타지 드라마 <우룡>에서 주연을 맡았다.
2022년에는 인기 있는 여러 예능과 드라마 시리즈에서 활발히 활동하면서 왕허디의 인기가 급상승했다. 그는 허중이 이끄는 예능 프로그램 <안녕, 토요일>와 두 번째 시즌의 연예인 리얼리티 쇼 <50km 도화오>에 출연하였다. 〈창란결>의 방영 기간 동안 그의 동방청강 역할로 큰 찬사를 받으면서 그의 명성은 빠르게 증가했다. 또한 2022년 말에는 스트리트웨어 패션 브랜드 D.DESIRABLE을 론칭하였다. 2023년에는 역사 로맨스 드라마 <부도연>, 직장 시트콤 <금일의가유> 로맨스 드라마 <이애위영>와 같은 주목할 만한 작품에 출연하였다. 그의 향후 작품으로는 역사 판타지 시리즈 <대봉타경인>과 범죄 시리즈 <흑야고백>이 있다.

## 출연 작품

### 영화
| 개봉연도  | 제목                    | 배역   | 비고   |
| --------- | ----------------------- | ------ | ------ |
| 2023년    | 《태두견희》 (抬头见喜) | 궈원한 | [ 14 ] |
| 2025년    | (青春梦)                |        | [ 15 ] |
| 발표 예정 | (星河入梦)              |        | [ 16 ] |

### 드라마
| 방영연도  | 제목             | 제목 (중국어) | 제목 (영어)                  | 채널             | 배역     | 비고   |
| --------- | ---------------- | ------------- | ---------------------------- | ---------------- | -------- | ------ |
| 2018년    | 《유성화원》     | 流星花园      | Meteor Garden 2018           | 후난위성텔레비전 | 다오밍쓰 | [ 17 ] |
| 2020년    | 《장야2》        | 将夜2         | Ever Night 2                 | 텐센트           | 녕결     | [ 18 ] |
| 2021년    | 《이지파생활》   | 理智派生活    | The Rational Life            | 후난위성텔레비전 | 치샤오   |        |
| 2021년    | 《우룡》         | 遇龙          | Meet the Dragon              | 텐센트           | 위지용염 |        |
| 2021년    | 《창란결》       | 苍兰诀        | Love Between Fairy and Devil | 아이치이         | 동방청창 | [ 19 ] |
| 2022년    | 《부도연》       | 浮图缘        | Unchained Love               | 아이치이         | 초탁     | [ 20 ] |
| 2023년    | 《금일의가유》   | 今日宜加油    | Never Give Up                | 아이치이         | 백마수   |        |
| 2023년    | 《전화중적청춘》 | 战火中的青春  | Youth in the Flames of War   | 장쑤 방송 본부   | 청지아슈 |        |
| 2023년    | 《이애위영》     | 以爱为营      | Only for Love                | 후난위성텔레비전 | 시연     |        |
| 2024년    | 《대봉타경인》   | 大奉打更人    | Guardians of the Dafeng      | 텐센트           | 허칠안   | [ 21 ] |
| 발표 예정 | 《흑야고백》     | 黑夜告白      | Light to the Night           | 유쿠             | 란팡쉬   |        |
| 발표 예정 | 《함어비승》     | 咸鱼飞升      | Live Long and Prosper        | 후난위성텔레비전 | 송잠기   | [ 22 ] |